# Dekanat miński rejonowy I
Dekanat miński rejonowy I – jeden z trzech rejonowych dekanatów wchodzących w skład eparchii mińskiej Egzarchatu Białoruskiego Patriarchatu Moskiewskiego.

## Parafie w dekanacie
- Parafia św. Mikołaja Cudotwórcy w Grodzisku
  - Cerkiew św. Mikołaja Cudotwórcy w Grodzisku
- Parafia Świętego Ducha w Hatawie
  - Cerkiew Świętego Ducha w Hatawie
- Parafia Świętych Męczennic Wiary, Nadziei i Miłości i ich matki Zofii w Jeziorcu
  - Cerkiew Świętych Męczennic Wiary, Nadziei i Miłości i ich matki Zofii w Jeziorcu
- Parafia Zaśnięcia Najświętszej Maryi Panny w Krupicy
  - Cerkiew Zaśnięcia Najświętszej Maryi Panny w Krupicy
- Parafia św. Dymitra Rostowskiego w Michanowiczach
  - Cerkiew św. Dymitra Rostowskiego w Michanowiczach
- Parafia św. Pantelejmona w Moczuliszczach
  - Cerkiew św. Pantelejmona w Moczuliszczach
- Parafia św. Michała Archanioła w Nowym Dworze
  - Cerkiew św. Michała Archanioła w Nowym Dworze
- Parafia Narodzenia Najświętszej Maryi Panny w Przyłukach
  - Cerkiew Narodzenia Najświętszej Maryi Panny w Przyłukach
- Parafia św. Mikołaja Cudotwórcy w Przywolnym
  - Cerkiew św. Mikołaja Cudotwórcy w Przywolnym
- Parafia Świętego Ducha w Samochwałowiczach
  - Cerkiew Świętego Ducha w Samochwałowiczach
- Parafia Świętych Piotra i Pawła w Sianicy
  - Cerkiew Świętych Piotra i Pawła w Sianicy
- Parafia św. Laurentego Turowskiego w Szczomyślicy
  - Cerkiew św. Laurentego Turowskiego w Szczomyślicy
- Parafia Narodzenia Pańskiego w Wielkim Ściklewie
  - Cerkiew Narodzenia Pańskiego w Wielkim Ściklewie
- Parafia św. Serafima Sarowskiego w Zamostoczu
  - Cerkiew św. Serafima Sarowskiego w Zamostoczu

## Galeria

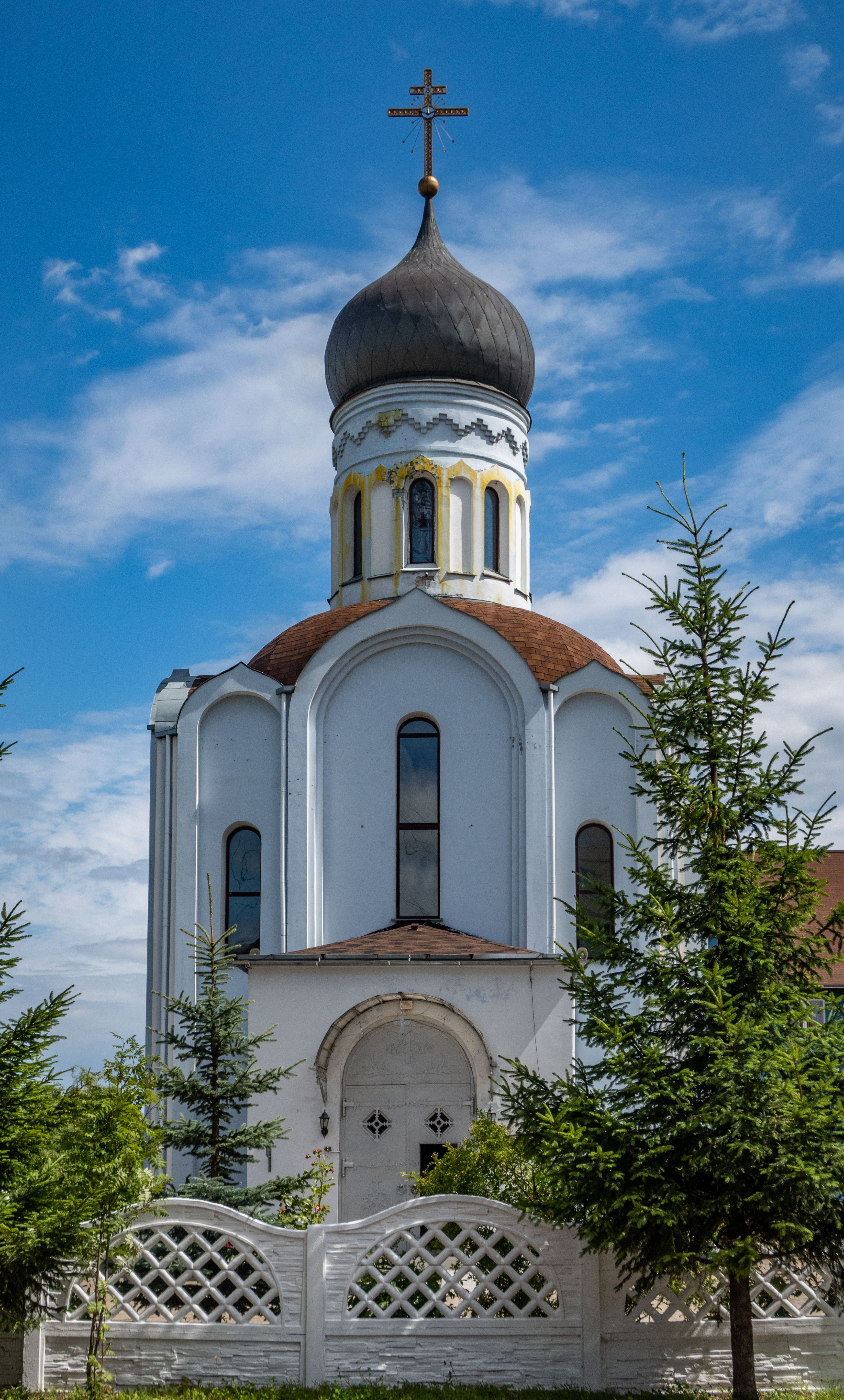
Cerkiew Świętego Ducha w Hatawie
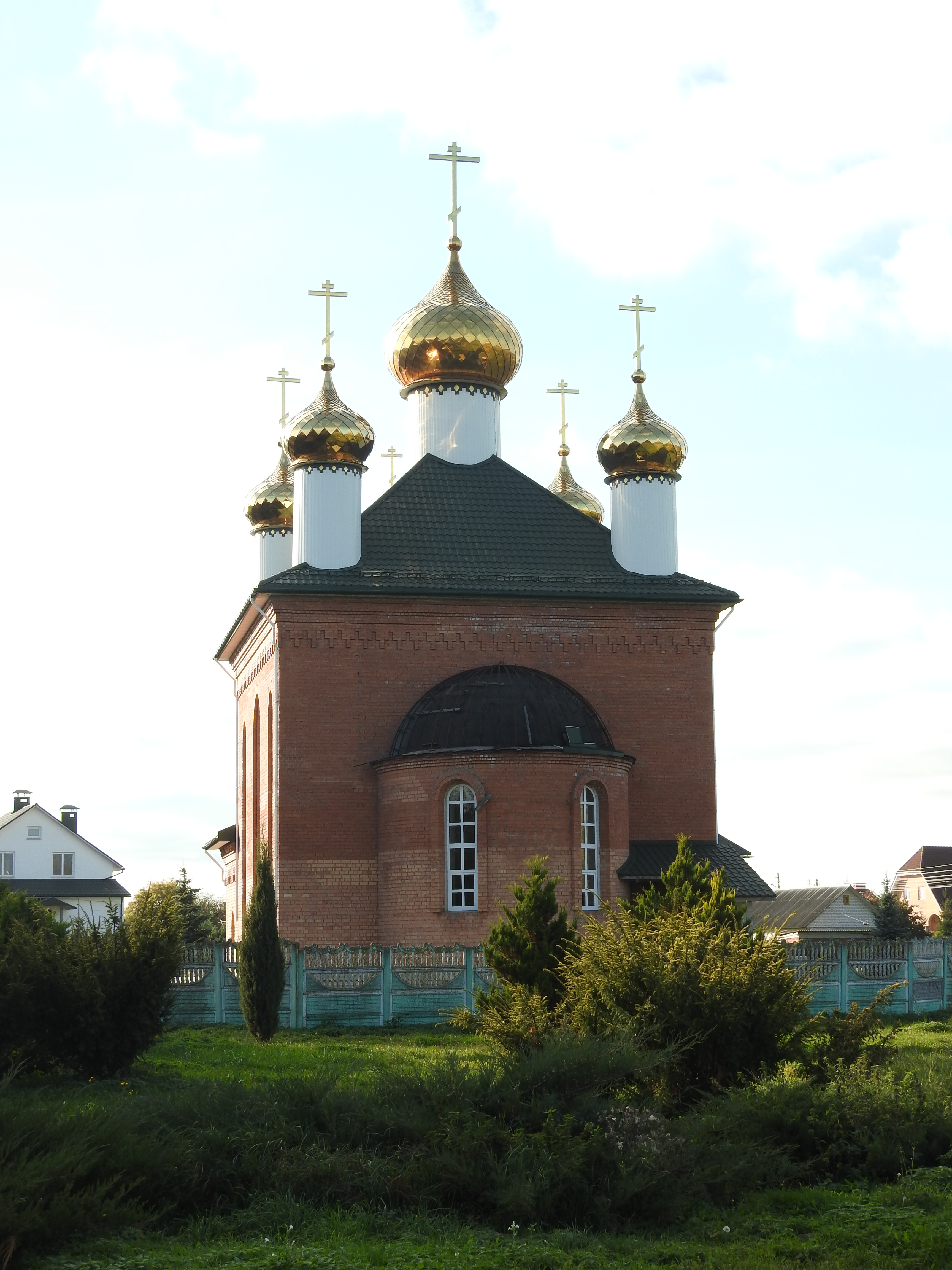
Cerkiew Zaśnięcia Najświętszej Maryi Panny w Krupicy
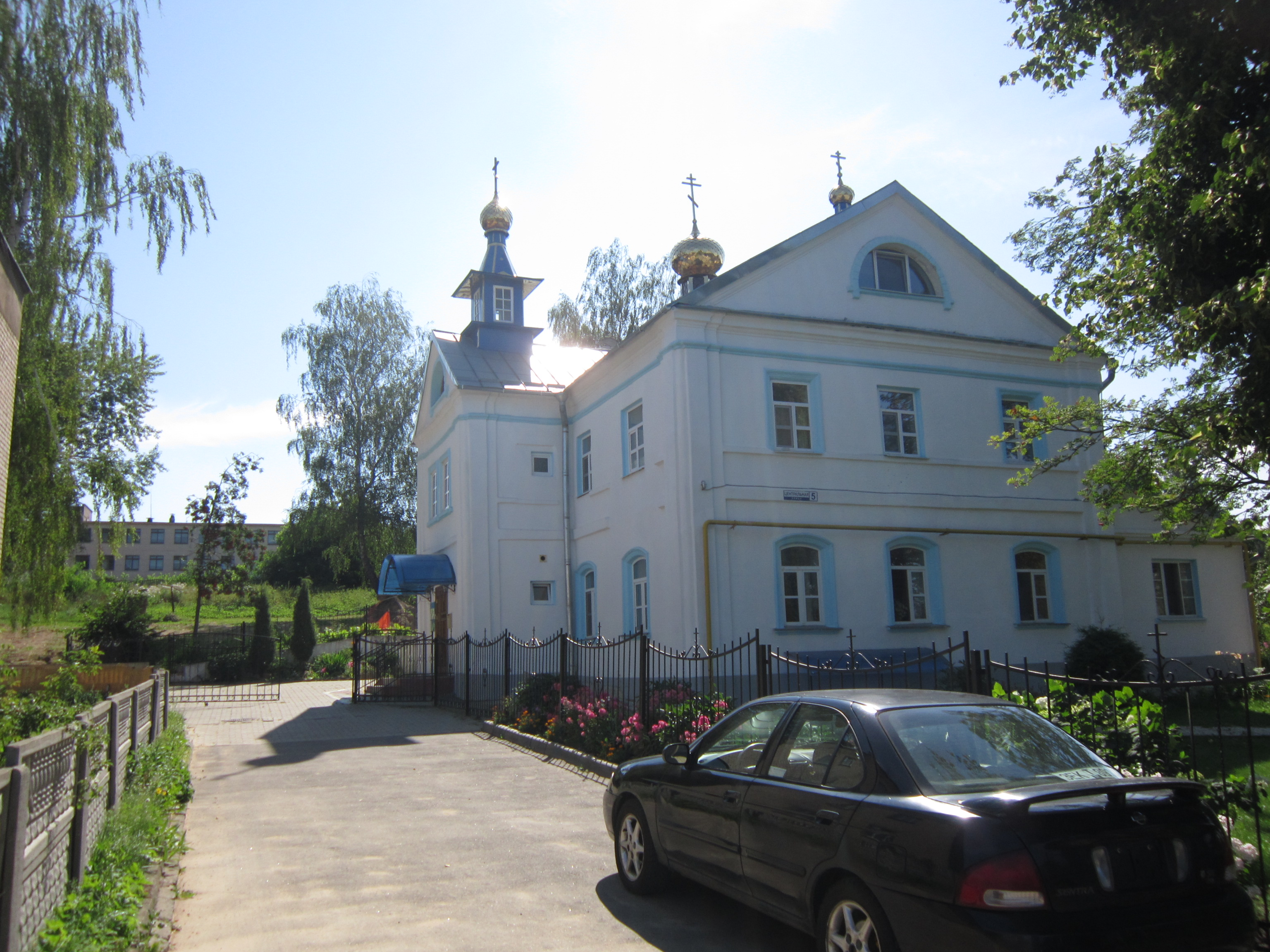
Cerkiew św. Michała Archanioła w Nowym Dworze
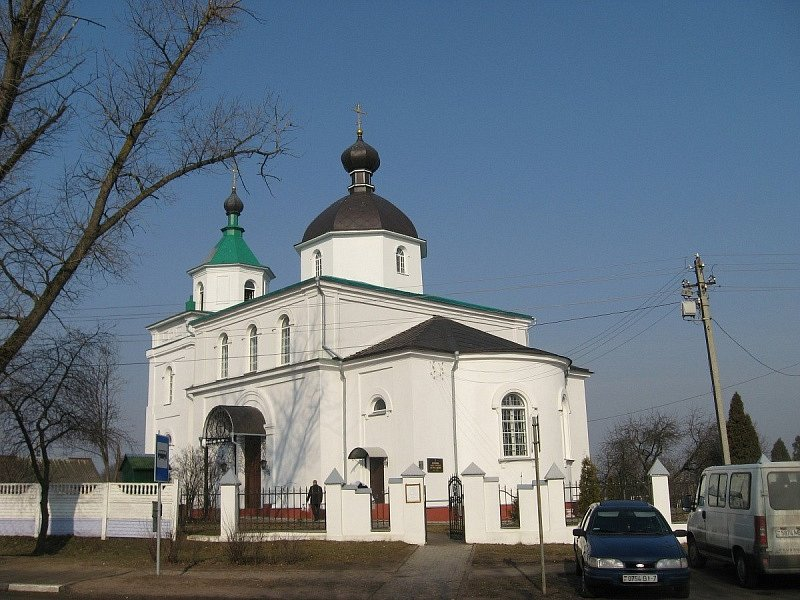
Cerkiew Świętych Piotra i Pawła w Sianicy
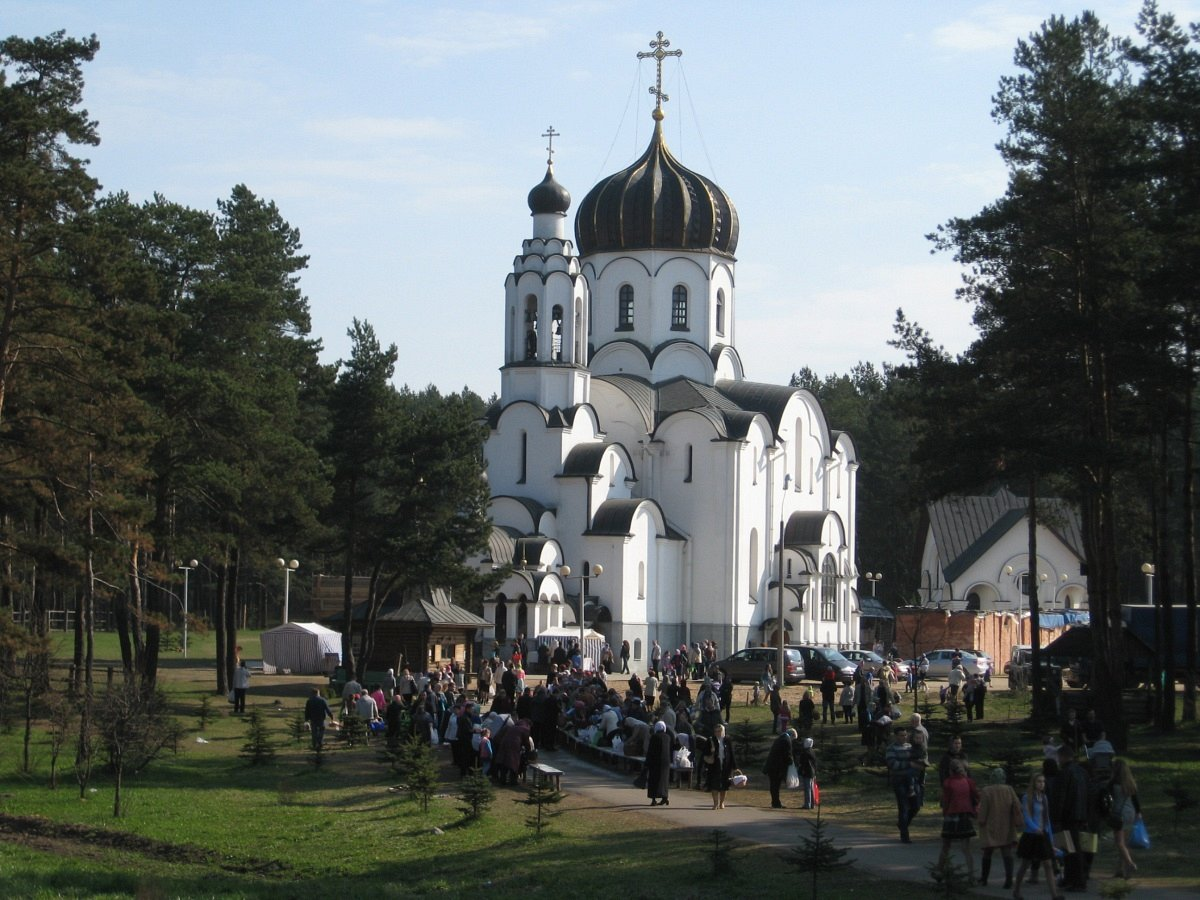
Cerkiew Narodzenia Pańskiego w Wielkim Ściklewie